# Джессі Лі Соффер
Джессі Лі Соффер (англ. Jesse Lee Soffer, нар. 23 квітня 1984, Оссінінг, Нью-Йорк, США) — американський актор, він відомий тим, що зіграв Вілла Мансона в мильній опері CBS «Як обертається світ» і отримав три номінації на «Еммі» за свою роботу в шоу. З 2014 по 2022 рік він грав роль Джея Холстеда в драмах NBC «Поліція Чикаго», «Медики Чикаго» та «Пожежники Чикаго».

## Біографія
Джессі Лі Соффер народився в Оссінінгу, штат Нью-Йорк, у сім’ї Джилл Хіндес (уроджена Брюнінг) і Стена Соффера. Його батько помер у 1993 році, коли йому було дев'ять років. У Соффера є дві молодші зведені сестри, Шейн і Дженна Хіндес, від другого шлюбу його матері. У нього також є двоє старших зведених братів і сестер від першого шлюбу батька, Крейг і Мелісса Соффер. Соффер провів частину свого дитинства в Террітауні, штат Нью-Йорк, а пізніше переїхав до Ньютауна, штат Коннектикут, у віці 10 років.
Соффер вступив до The Gunnery, який закінчив у 2003 році. У школі він грав у футбол і був включений до команди всіх зірок (категорія підготовчої школи) під час останнього сезону. Він навчався в Нью-Йоркському університеті.

## Кар'єра
Акторська кар'єра Соффера почалася в 6 років, коли він отримав рекламу пластівців Kix. У 1993 році у віці восьми років він дебютував у повнометражному фільмі з Джоном Гудменом і Кеті Моріарті в комедії «Денний сеанс».
У 1994 році Соффер знявся в ролі Персіваля в драмі «Безпечний прохід». У 1995 році Соффер знявся в ролі Боббі Брейді в комедії «Сімейка Бреді» і повторив свою роль в «Сімейка Брейді 2». Продовжуючи схему роботи з талантами «Оскара» та «А-списку», Соффер зіграв роль Джеймі Кінкейда, який став утікачем став детективом, у телевізійному фільмі «З переплутаних файлів місис Безіл Е. Франквейлер». Він працював з режисером Річардом Шепардом у фільмі AMC «Рояль». У 1998 році Соффер отримав роль Тейлора Донована з Мері-Кейт і Ешлі Олсен у ситкомі ABC «Двоє у своєму роді» в мильній опері CBS «Дороговказне світло» у 1999 році. Після чотирьох місяців у шоу він пішов, щоб зосередитися на навчанні.
Після закінчення школи Соффер повернувся до телевізійної кар'єри. У 2004 році він виконав роль проблемного юнака Вілла Мансона в мильній опері CBS «Як обертається світ». Він грав цю роль до 4 квітня 2008 року. Станом на 2008 рік він був тричі номінований на премію «Денна Еммі» за найкращу молодшу акторську роль у драматичному серіалі за роботу над ATWT, а також номінацію на премію «Дайджест мильної опери» за найкращу молодшу головну роль Актор у 2005 році. У 2007 році Соффер повернувся до кінокар'єри й знявся разом з Карлі Шредер у спортивній драмі Девіса Гуггенхайма «Ґрейсі», заснованій на реальній історії. У липні 2010 року Соффер повторив свою роль Вілла Мансона у телесеріал «Як обертається світ». Під час роботи в серіалі його взяли на роль в епізоді серіалу Діка Вульфа «Закон і порядок: Спеціальний корпус». Однак він не зміг знятися через розбіжність в знімальному плані. У 2011 році Соффер знявся в антиутопічному науково-фантастичному бойовику «Час».
Відтоді він знявся в ряді телесеріалів, включаючи «C.S.I.: Місце злочину Маямі», «Менталіст» і «Різзолі та Айлз». У 2012 році він знявся разом з Джорданою Спіро в короткостроковій медичній драмі Fox «Лікар мафіозі» в ролі Нейта Девліна, вуличного брата доктора Грейс Девлін (Спіро). Пізніше того ж року він зіграв роль Тревіса Александра в оригінальному фільмі Lifetime «Джоді Аріас: Маленький брудний секрет».
У червні 2013 року повідомлялося, що Соффер приєднався до акторського складу поліцейської драми NBC «Поліція Чикаго», першого спін-оффу драми «Пожежники Чикаго» в ролі детектива. Джей Холстед. Холстед був представлений у прем'єрі другого сезону Пожежники Чикаго. Прем’єра серіалу Поліція Чикаго відбулася 8 січня 2014 року. NBC офіційно оголосила, що прем'єра другого сезону відбудеться 24 вересня 2014 року. Соффер виконує власні трюки в шоу.
24 вересня 2014 року Соффер з'явився в прем'єрі другого сезону комедійного вебсеріалу на YouTube Talking Marriage з Райаном Бейлі.
16 листопада 2021 року Соффер приєднався до Вілла Лоурі та Дага Сміта в подкасті Beyond the Fairway, щоб обговорити схожість між акторською майстерністю та гольфом, як він потрапив у гру, дізнався, що Вілл б’є схрещеними руками та багато іншого!
30 серпня 2022 року було оголошено, що 10 сезон стане останнім для Соффера. Востаннє він з’являвся 5 жовтня 2022 року в 3 епізоді.
20 жовтня 2022 року Variety оголосив, що Соффер повернеться до поліції Чикаго як директор. Він зняв 16 серію під назвою «Deadlocked», яка вийшла в ефір 22 березня 2023 року. Цей епізод став його режисерським дебютом. У березні 2024 року було оголошено, що Соффер буде режисером ще одного епізоду Chicago PD. Він зняв 12 епізод під назвою «Інвентар», який вийшов в ефір 15 травня 2024 року.
20 червня 2024 року Variety оголосив, що Соффер приєднається до акторського складу серіалу «ФБР: За кордоном» для 4-го сезону новим постійним учасником серіалу після заміни Люка Клейнтанка, який грав Скотта Форрестера з моменту дебюту та пішов ближче до кінця 3-го сезону минулого року.

## Особисте життя
З травня 2014 року по листопад 2016 року Соффер перебував у стосунках з колегою по телесеріалу «Поліція Чикаго» Софією Буш.
Соффер почав зустрічатися з Торрі ДеВітто, офіційно підтвердивши їхній роман у серпні 2018 року після року стосунків. У травні 2019 року пара оголосила про розірвання стосунків.

## Фільмографія
| Рік       |    | Українська назва                                | Оригінальна назва                                    | Роль              |
| --------- | -- | ----------------------------------------------- | ---------------------------------------------------- | ----------------- |
| 1993      | ф  | Денний сеанс                                    | Matinee                                              | Денніс Луміс      |
| 1993      | кф | Тихий будильник                                 | The Silent Alarm                                     | Хлопчик           |
| 1994      | ф  | Безпечний прохід                                | Safe Passage                                         | Персіваль         |
| 1995      | с  | Крила                                           | Wings                                                | Боббі Бреді       |
| 1995      | тф | Із заплутаних файлів місіс Безіл Е. Франквейлер | From the Mixed-Up Files of Mrs. Basil E. Frankweiler | Джеймі Кінсайд    |
| 1995      | ф  | Сімейка Бреді                                   | The Brady Bunch Movie                                | Боббі Бреді       |
| 1996      | тф | Рояль                                           | The Royale                                           | Біллі             |
| 1996      | ф  | Сімейка Брейді 2                                | A Very Brady Sequel                                  | Боббі Бреді       |
| 1998      | с  | Двоє у своєму роді                              | Two of a Kind                                        | Тайлор Донован    |
| 1999      | с  | Дороговказне світло                             | Guiding Light                                        | Макс Нікерсон     |
| 2004—2010 | с  | Як обертається світ                             | As the World Turns                                   | Вілл Мунсон       |
| 2007      | ф  | Ґрейсі                                          | Gracie                                               | Джонні Бовен      |
| 2008      | тф | Пробудження весни                               | The Awakening of Spring                              | Майкл             |
| 2008      | с  | C.S.I.: Місце злочину Маямі                     | CSI: Miami                                           | Шейн Ганнінгтон   |
| 2009      | с  | Філантроп                                       | The Philanthropist                                   | Дін Фітцсіммонс   |
| 2010      | с  | Тільки правда                                   | The Whole Truth                                      | Молодий коханець  |
| 2011      | с  | Менталіст                                       | The Mentalist                                        | План Дінклер      |
| 2011      | ф  | Час                                             | In Time                                              | Вебб              |
| 2011      | с  | Різзолі та Айлз                                 | Rizzoli & Isles                                      | Джейкоб Вілсон    |
| 2012—2013 | с  | Лікар мафії                                     | The Mob Doctor                                       | Нейт Девлін       |
| 2013      | с  | Хетфілдс і Маккойс                              | Hatfields & McCoys                                   | Патрік Маккой     |
| 2013      | тф | Джоді Аріас: Маленький брудний секрет           | Jodi Arias: Dirty Little Secret                      | Тревіс Александер |
| 2013—2022 | с  | Пожежники Чикаго                                | Chicago Fire                                         | Джей Голстед      |
| 2014—2023 | с  | Поліція Чикаго                                  | Chicago P.D                                          | Джей Голстед      |
| 2014—2015 | с  | Закон і порядок: Спеціальний корпус             | Law & Order: Special Victims Unit                    | Джей Голстед      |
| 2015—2022 | с  | Медики Чикаго                                   | Chicago Med                                          | Джей Голстед      |
| 2024—2025 | с  | ФБР: За кордоном                                | FBI: International                                   | Веслі Мітчелл     |